# P. Djèlí Clark
P. Djèlí Clark, Phenderson Djèlí Clark, właśc. Dexter Gabriel (ur. 11 listopada 1971 w Nowym Jorku) – amerykański pisarz fantasy pochodzenia trynidadzkiego, zdobywca nagród Nebula i Locus.

## Życiorys
Urodził się w Nowym Jorku, ale większość dzieciństwa spędził w rodzinnym domu swoich rodziców na Trynidadzie i Tobago. W wieku ośmiu lat wrócił do Stanów Zjednoczonych, początkowo mieszkając w Nowym Jorku na Staten Island i Brooklynie, a w wieku 12 lat przeniósł się do Houston w Teksasie. Studiował na Texas State University–San Marcos, zdobywając najpierw licencjat, a następnie magisterium z historii. Doktorat z historii uzyskał na Stony Brook University. Obecnie jest adiunktem na Wydziale Historii Uniwersytetu Connecticut, jego zainteresowania badawcze obejmują niewolnictwo i emancypację w obszarze atlantyckim.
Zaczął publikować w 2011 r. pod różnymi wariacjami swego pseudonimu artystycznego: jako P. Djèlí Clark, Djèlí A. Clark, Phenderson Djèlí Clark i A. Phenderson Clark (Phenderson to imię jego dziadka, Clark to nazwisko panieńskie jego matki, zaś słowo Djèlí, to lokalne określenie gawędziarzy z Afryki Zachodniej, jeli, zwanych przez Europejczyków griot). W 2016 r. opublikował pierwszy utwór z cyklu „Uniwersum Martwego Dżinna”: nowelę Martwy dżin w Kairze. Umieszczona w tym uniwersum debiutancka powieść z 2021 r., Władca dżinnów zdobyła w kolejnym roku nagrody Nebulę, Locusa i Comptona Crooka. Polskie tłumaczenie powieści ukazało się nakładem Wydawnictwa Mag w listopadzie 2022 r.
Mieszka w małym edwardiańskim zamku w Nowej Anglii z żoną, córkami i pieskiem. Prowadzi blog „The Disgruntled Haradrim”.

## Twórczość

### CyklUniwersum Martwego Dżinna
- Władca dżinnów (A Master of Djinn, powieść, 2021; wyd. pol. Wydawnictwo Mag 2022)
- Martwy dżin w Kairze i inne opowiadania (opowiadania; wyd. pol. Wydawnictwo Mag 2022)
  - Martwy dżin w Kairze (A Dead Djinn in Cairo, nowela, 2016)
  - Anioł z Chanu al-Chalili (The Angel of Khan el-Khalili, short story, 2017)
  - Nawiedzony tramwaj numer 15 (The Haunting of Tram Car 015, nowela, 2019)

### Inne utwory
- Sekretne życie dziewięciu murzyńskich zębów Jerzego Waszyngtona (The Secret Lives of the Nine Negro Teeth of George Washington, short story, 2018; wyd. pol. „Nowa Fantastyka” 10/2020)
- The Black God’s Drums (nowela, 2018)
- Ring Shout (Ring Shout, nowela, 2020; wyd. pol. Wydawnictwo Mag 2022)
- If the Martians Have Magic (short story, 2021)

## Nagrody
- Władca dżinnów – Nebula 2021, Locus za debiut powieściowy 2022, Comptona Crooka 2022 (a także nominacja do Hugo, World Fantasy Award i Mythopoeic)
- Ring Shout – Nebula 2020, Locus 2021, British Fantasy Award 2021
- Sekretne życie dziewięciu murzyńskich zębów Jerzego Waszyngtona – Nebula 2018, Locus 2019